# 1046 TCN
Năm 1046 TCN là một năm trong lịch Julius. 